# Næsbyhoved Broby
Næsbyhoved Broby – miasto w Danii, w regionie Dania Południowa, w gminie Odense.